# بوفورت

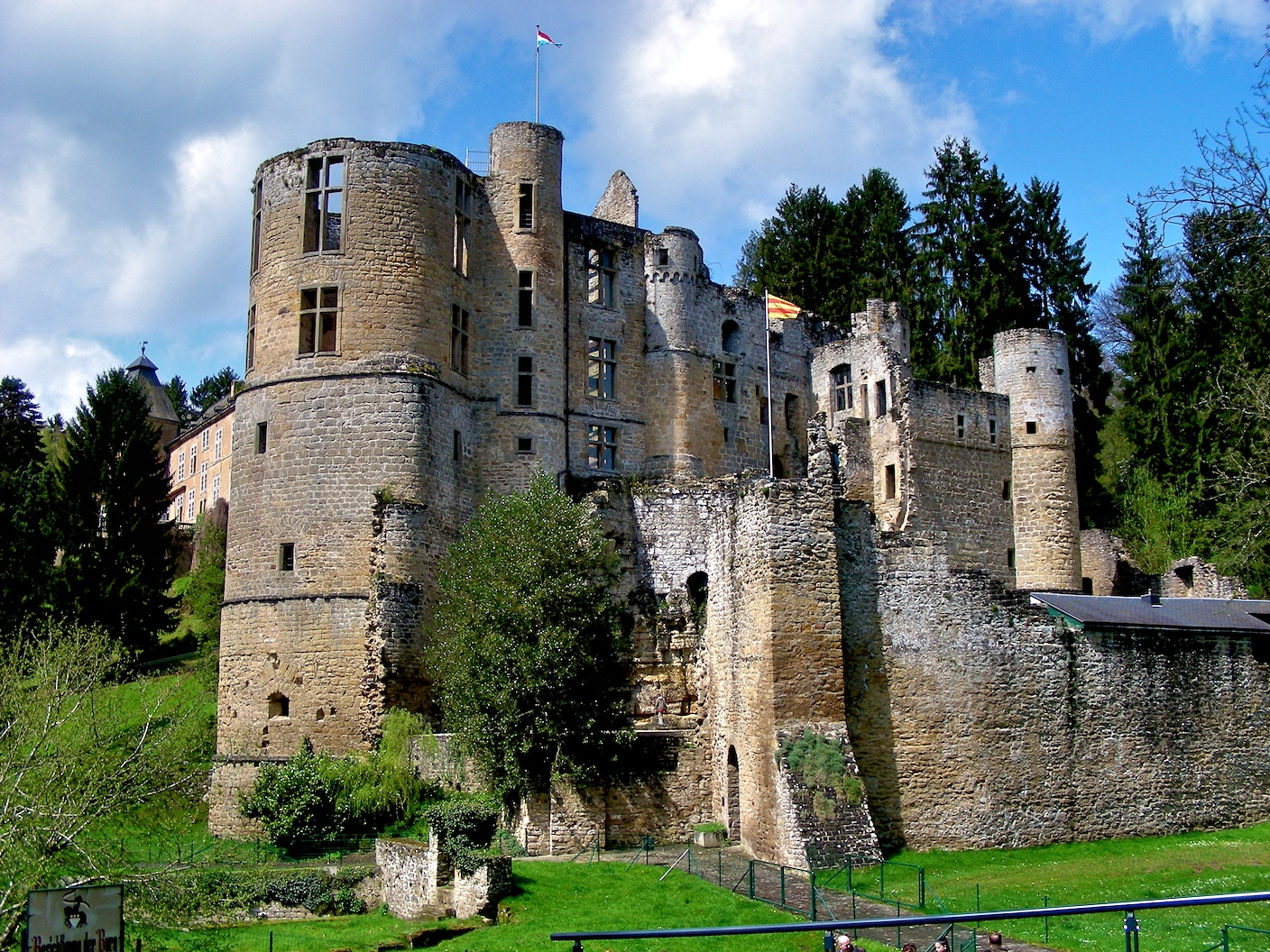
قلعه بوفورت

بوفورت (به لوکزامبورگی: Beefort) یک شهرداری در استان اشترناخ کشور لوکزامبورگ است که ۱۳٫۷۴ کیلومترمربع مساحت دارد و جمعیت آن در سال ۲۰۰۹ میلادی ۲۳۰۵ نفر بوده‌است.